# 이대성 (농구 선수)
이대성(李大成, 1990년 5월 30일 ~ )은 서울 삼성 썬더스 소속 농구 선수이다. 포지션은 콤보 가드이다.

## 선수 생활
2013년 KBL 드래프트에서 전체 11순위로 울산 현대모비스 피버스에 입단하였다. 2017년에 NBA의 하부 리그인 NBA G 리그의 이리 베이호크스 소속에서 활동한 경력이 있으며, 이후 같은 해 12월에 다시 친정팀인 울산 현대모비스 피버스로 복귀하였다. 2019-2020 시즌 도중 팀 동료 라건아와 함께 전주 KCC 이지스로 이적, 이와 동시에, 전주 KCC 소속이던 리온 윌리엄스와 김국찬, 박지훈, 김세창이 울산 현대모비스 피버스로 이적하는 2:4 트레이드를 단행하였다.
전주 KCC 이지스 이적후에 이정현과 공존 문제와 부진으로 제 기량을 발휘하지 못하고 그대로 시즌을 마감하였다. 시즌후 FA자격을 취득하며 이적이 유력해졌다. 당초 부산 kt 소닉붐으로의 이적이 확실시해졌으나, 협상과정에서 이견이 생기면서 협상이 결렬되었고, 결국은 보수총액 5억 5천만원에 고양 오리온 오리온스로 이적하였다.
현금 트레이드로 인해 이대성이 대구 한국가스공사 페가수스로 이적했다. 한시즌을 마치고 일본 B.리그 시호스즈 미카와에 입단하였다.

## 학력사항
- 동광초등학교
- 임호중학교
- 삼일상업고등학교
- 중앙대학교 → 브리검영대학교

## 경력사항 / 수상내역
- 2013년 ~ 2019년 11월 : 울산 현대모비스 피버스 (2013년 2라운드 1순위)
- 2017년 ~ 2017년 12월 : NBA G 리그 이리 베이호크스
- 2019년 11월 ~ 2020년 5월 : 전주 KCC 이지스
- 2020년 5월 ~ 2022년 6월 : 고양 오리온 오리온스
- 2022년 6월 ~ 2023년 6월 : 대구 한국가스공사 페가수스
- 2023년 6월 ~ : B.리그 시호스즈 미카와
- 2018~2019 챔피언결정전 최우수선수(MVP)
- 2020-2021 현대모비스 프로농구 베스트5
- 2021-2022 KGC인삼공사 정관장 프로농구 베스트5
- 2018-2019 SKT 5GX 프로농구 6라운드 MVP
- 2022~2023 SKT 에이닷 프로농구 정규리그 4라운드 최우수선수(MVP)